# Vogelpootje-associatie
De vogelpootje-associatie (Ornithopodo-Corynephoretum) is een associatie uit het dwerghaver-verbond (Thero-Airion). De associatie omvat pioniervegetatie van droge, zure tot neutrale zandgronden, die iets vochtiger en humusrijker zijn dan deze van het buntgras-verbond.
Eenjarige planten en topkapselmossen maken een belangrijk deel uit van de vegetatie.

## Naamgeving en codering

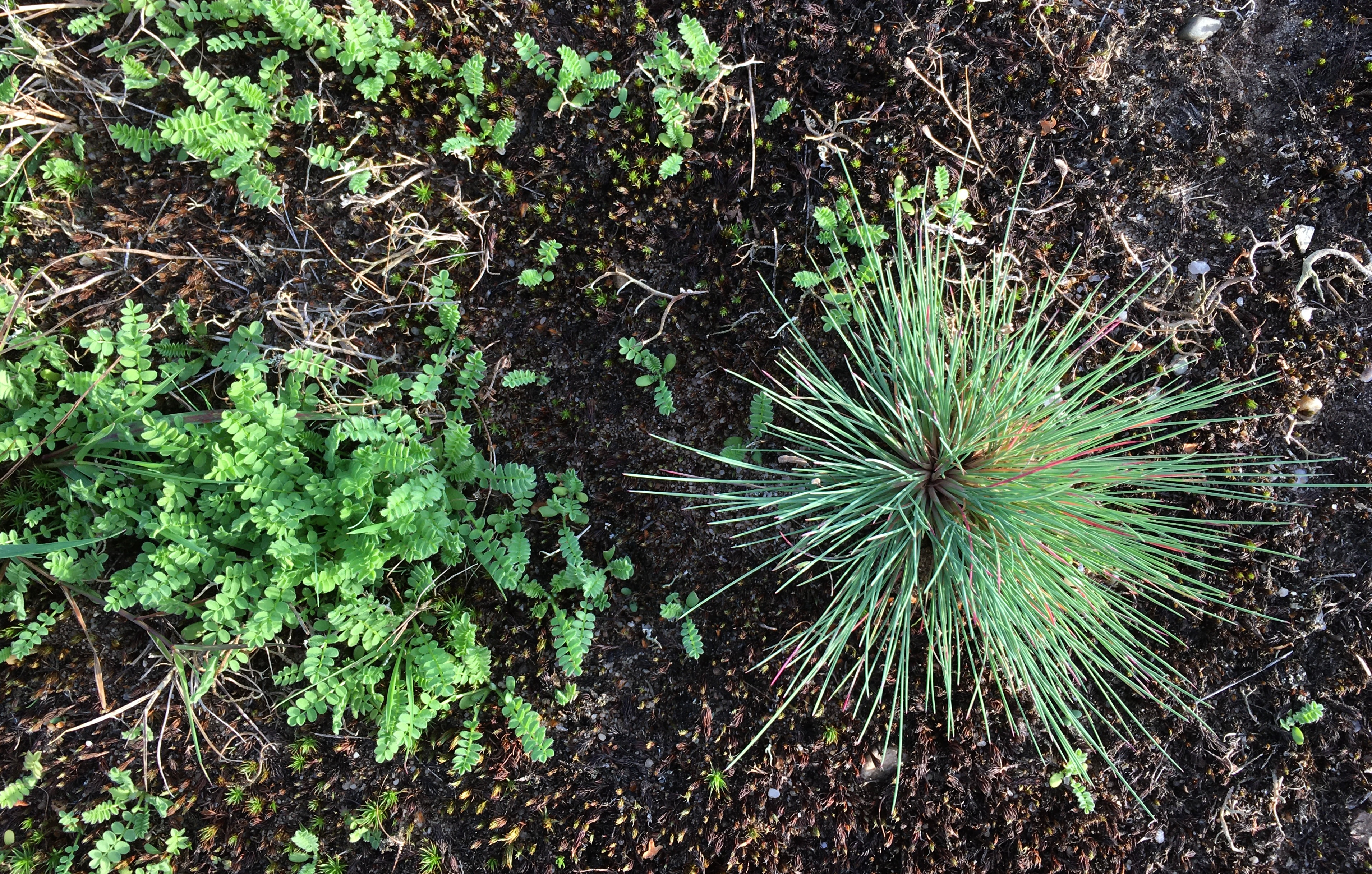
Close-up van de vogelpootje-associatie met beide naamgevende taxa in vegetatieve toestand: links ziet men klein vogelpootje en rechts buntgras.

- Syntaxoncode voor Nederland (rVvN): r14Ba01
- BWK-karteringscode: ha

De wetenschappelijke naam Ornithopodo-Corynephoretum is afgeleid van de botanische namen van klein vogelpootje (Ornithopus perpusillus) en buntgras (Corynephorus canescens).

## Fysiognomie
De vogelpootje-associatie wordt gekenmerkt door een lage vegetatie zonder boom- en struiklaag, een ijle kruidlaag met vooral kleine, eenjarige planten enkele meerjarige grassen, en een goed ontwikkelde maar weinig soortenrijke moslaag met overwegend topkapselmossen.

## Ecologie
Deze plantengemeenschap heeft een voorkeur voor zonnige tot licht beschaduwde standplaatsen op kalkloze, zure tot neutrale, droge en voedselarme zandgronden, die echter iets humusrijker zijn dan de stuifzanden van het buntgras-verbond. Belangrijk is een voortdurende maar beperkte verstoring en toevoer van voedingsstoffen. Betreding door mens en dier wordt goed verdragen.
Het is vooral een gemeenschap van cultuurlandschappen. Ze is aan te treffen langs weg- en spoorwegbermen, op zandpaadjes waar mensen en dieren passeren, in schrale weitjes en braakliggende akkers op droge zandgronden, in kalkarme duinen en in zandgroeven.

### Ontstaan en successie
De associatie ontstaat in de regel uit meer gesloten graslandgemeenschappen, door onder andere betreding, berijden of graafwerkzaamheden. Ze komt meestal slechts korte tijd voor - bij het stopzetten van de verstoring zal zij terug evolueren naar het oorspronkelijke gesloten grasland. Het verschijnen en veelvuldiger voorkomen van grassen als gewoon struisgras, fijn schapengras, rood zwenkgras en gewoon reukgras en van gewone veldbies kondigt deze ontwikkeling vaak aan.

## Verspreiding
De vogelpootje-associatie heeft een Subatlantisch verspreidingsgebied, ze kan gevonden worden van Zuid-Zweden tot Spanje en van Groot-Brittannië tot het oosten van Duitsland, met zwaartepunt in het Noordwest-Europese laagland.
In Nederland komt ze vooral voor in de Pleistocene districten, met inbegrip van de overgang naar het rivierengebied. Daarbuiten is ze te vinden in Zuid-Limburg, in kalkarme duinen en vaak op aangevoerde zandgrond.
In Vlaanderen is ze verspreid aanwezig, voornamelijk in de West-Vlaamse duinen, in de Zandstreek tussen Brugge en Gent, in de Antwerpse en Limburgse Kempen en in het Hageland.

## Bedreiging en bescherming
Aangezien deze associatie slechts kan blijven bestaan door (menselijke) verstoring, bestaat ze op de meeste plaatsen slechts vrij kort. Om ze te behouden is het nodig voldoende dynamiek in het beheer te voorzien.

## Diagnostische taxa voor Nederland en Vlaanderen

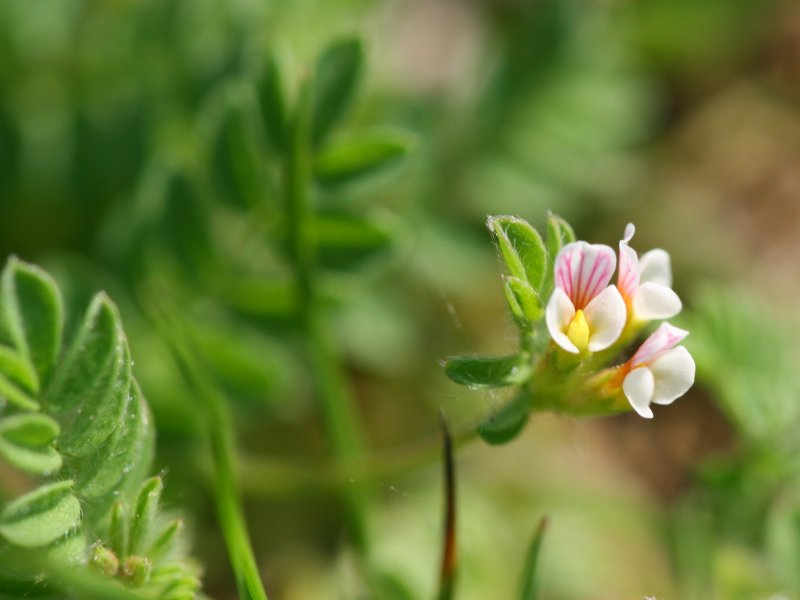
Klein vogelpootje

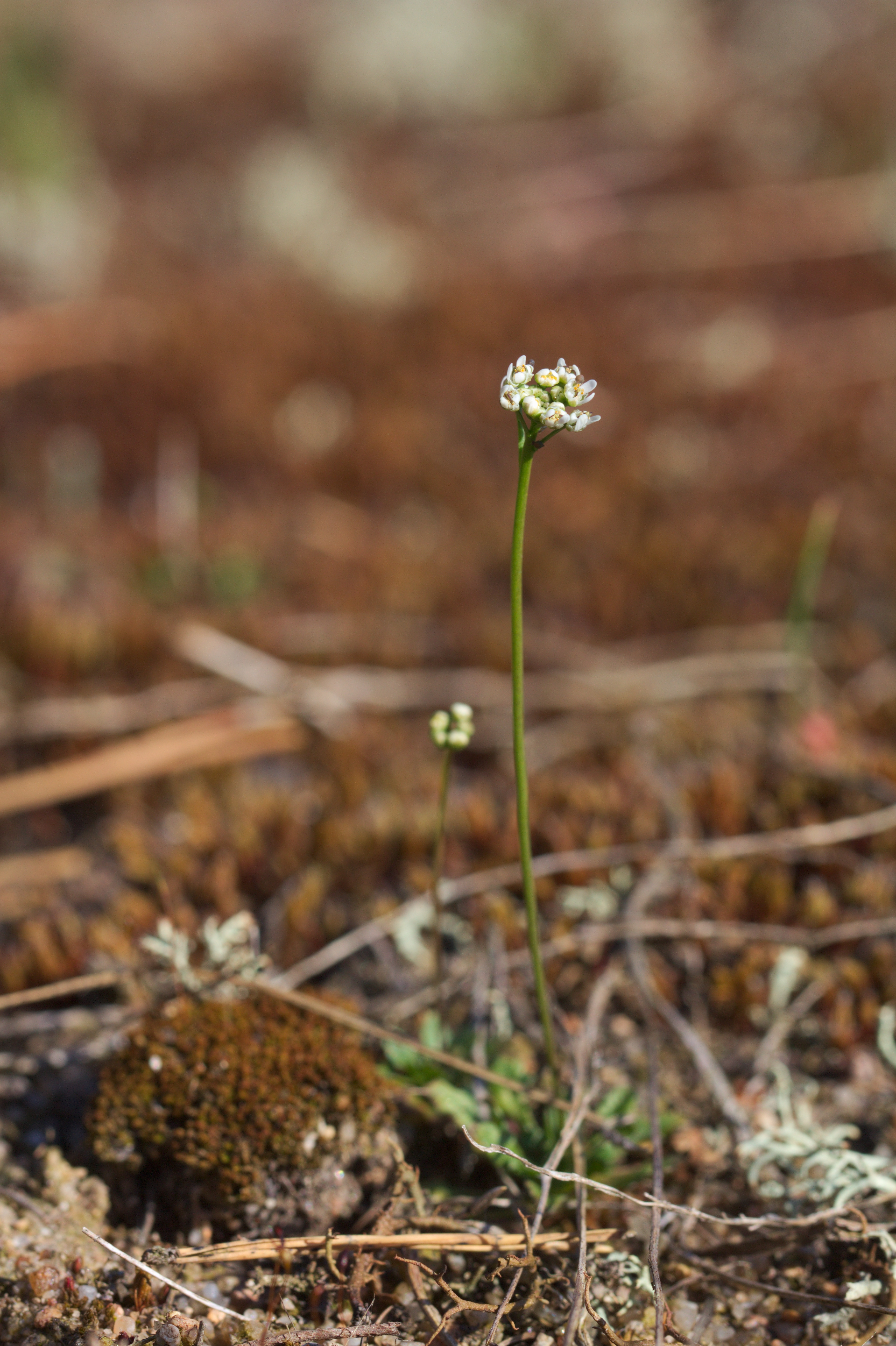
Klein tasjeskruid

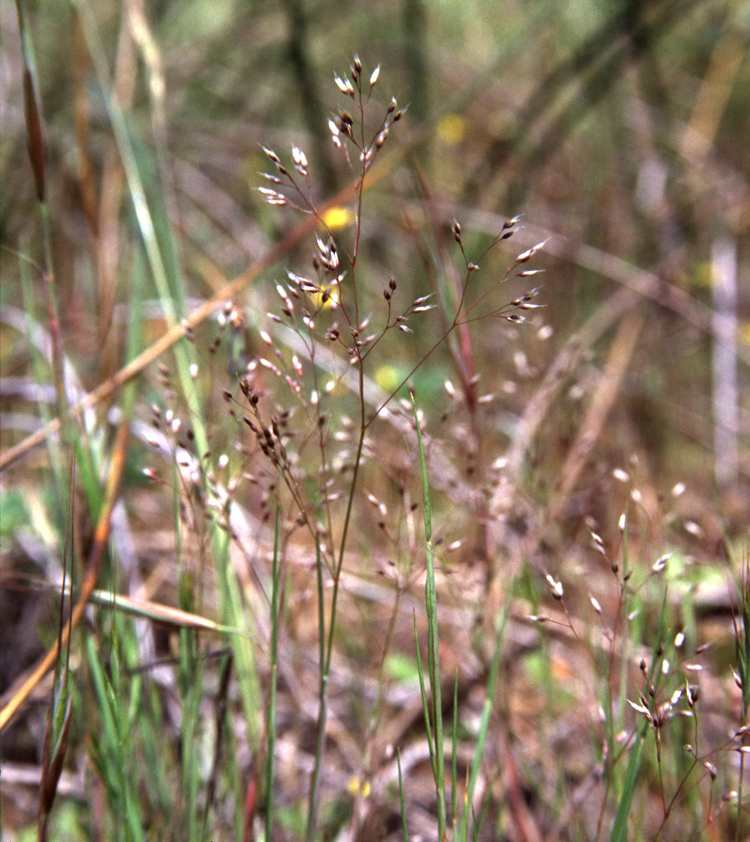
Zilverhaver

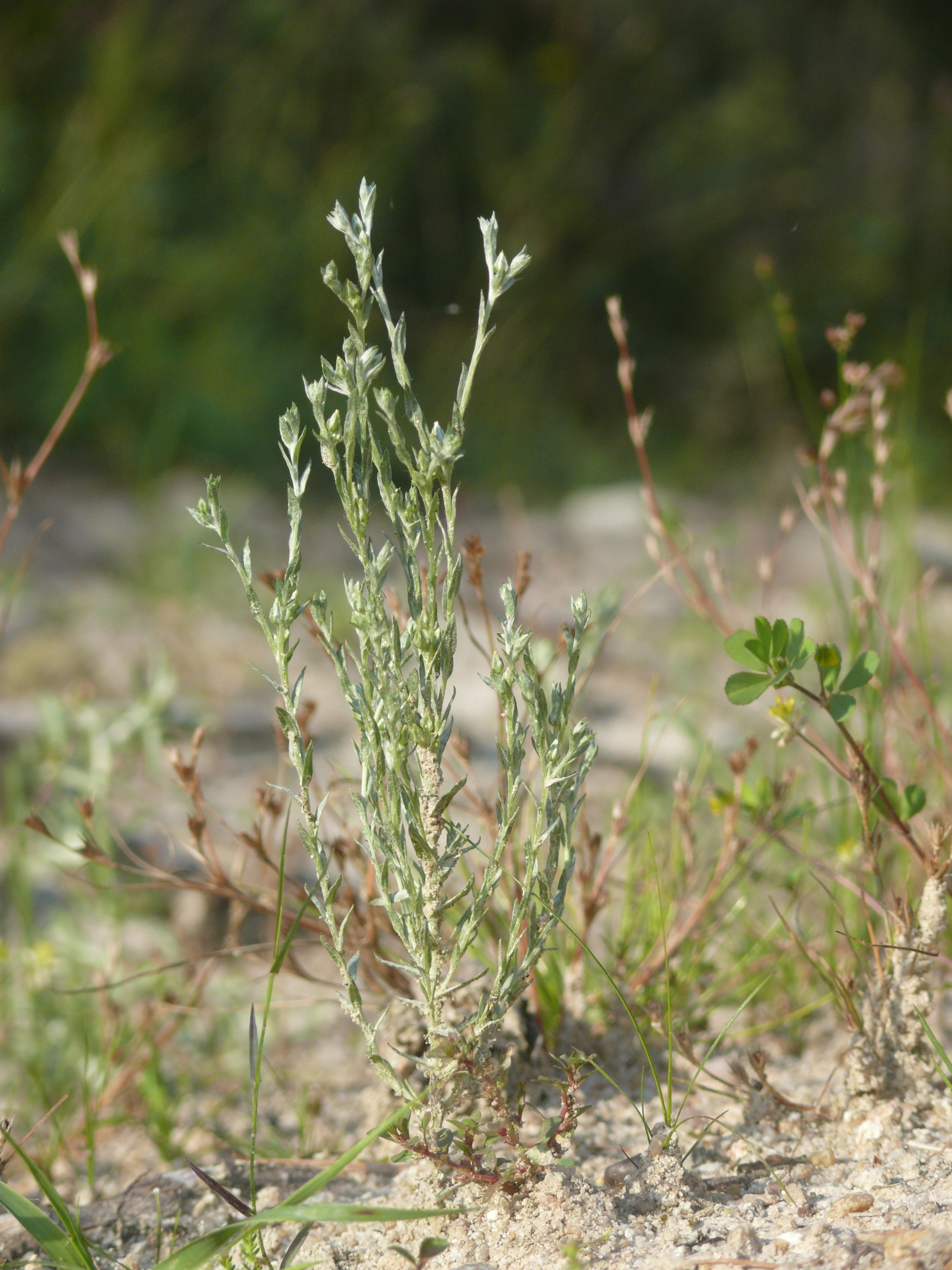
Dwergviltkruid

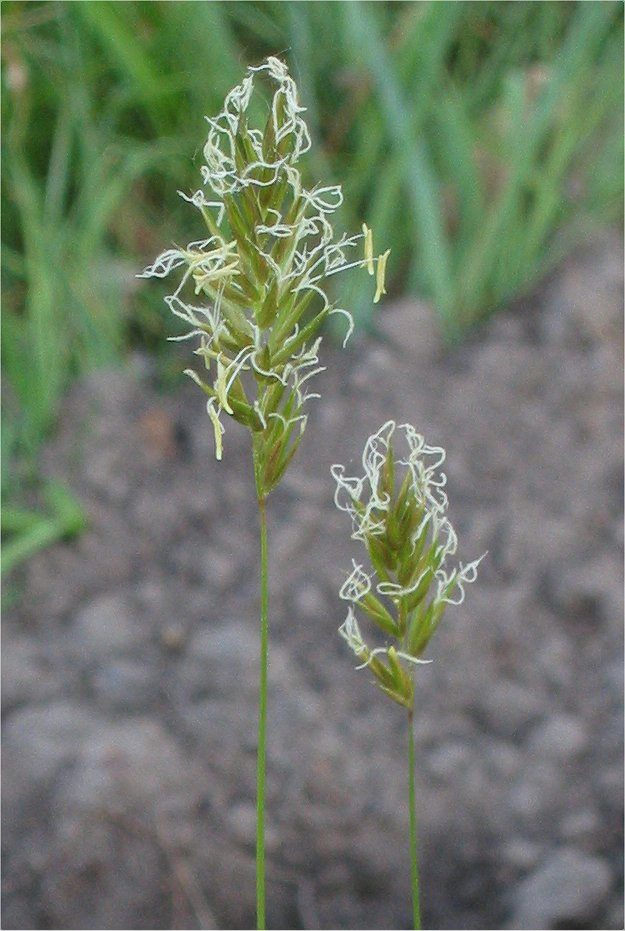
Vroege haver

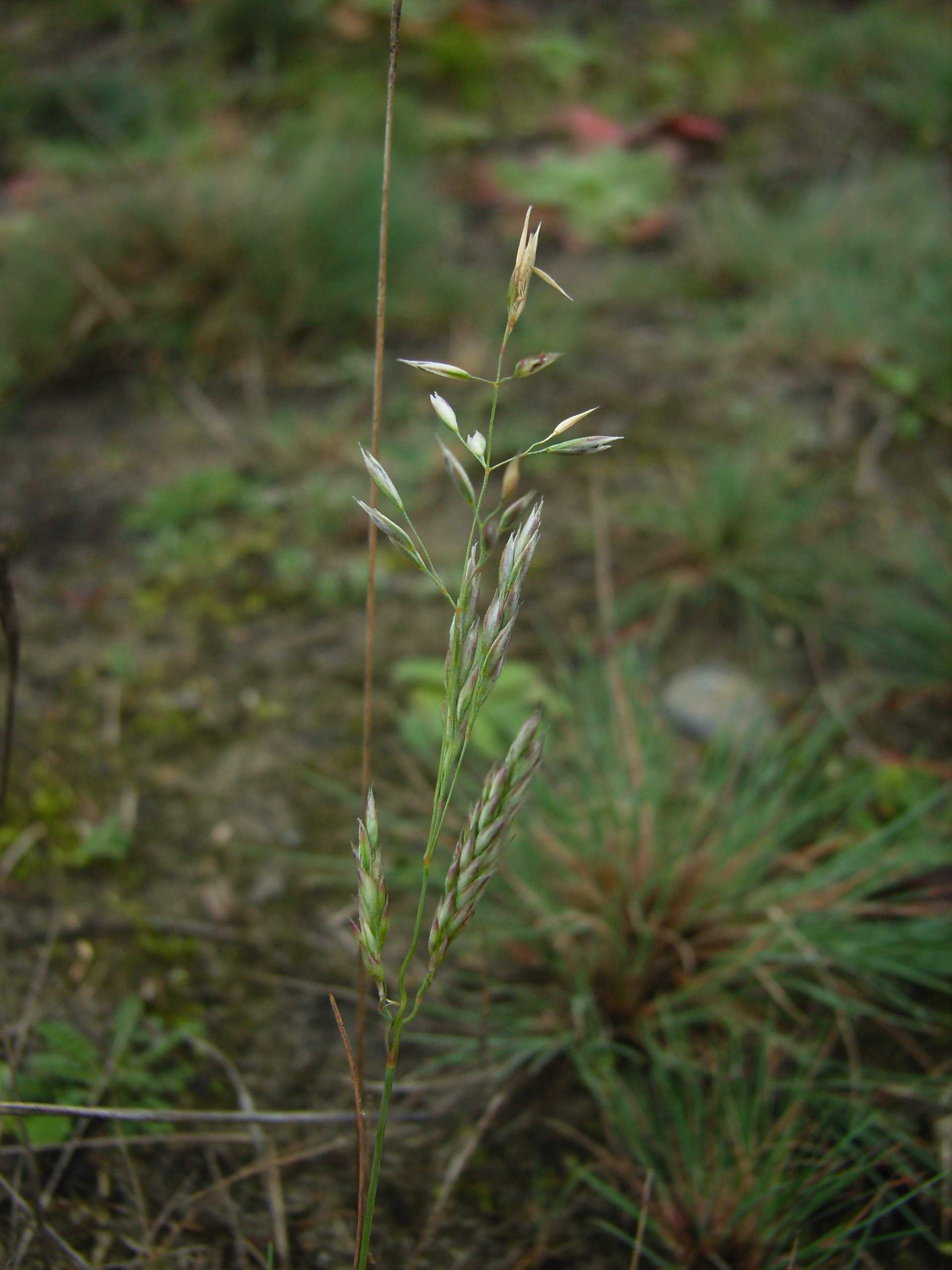
Buntgras

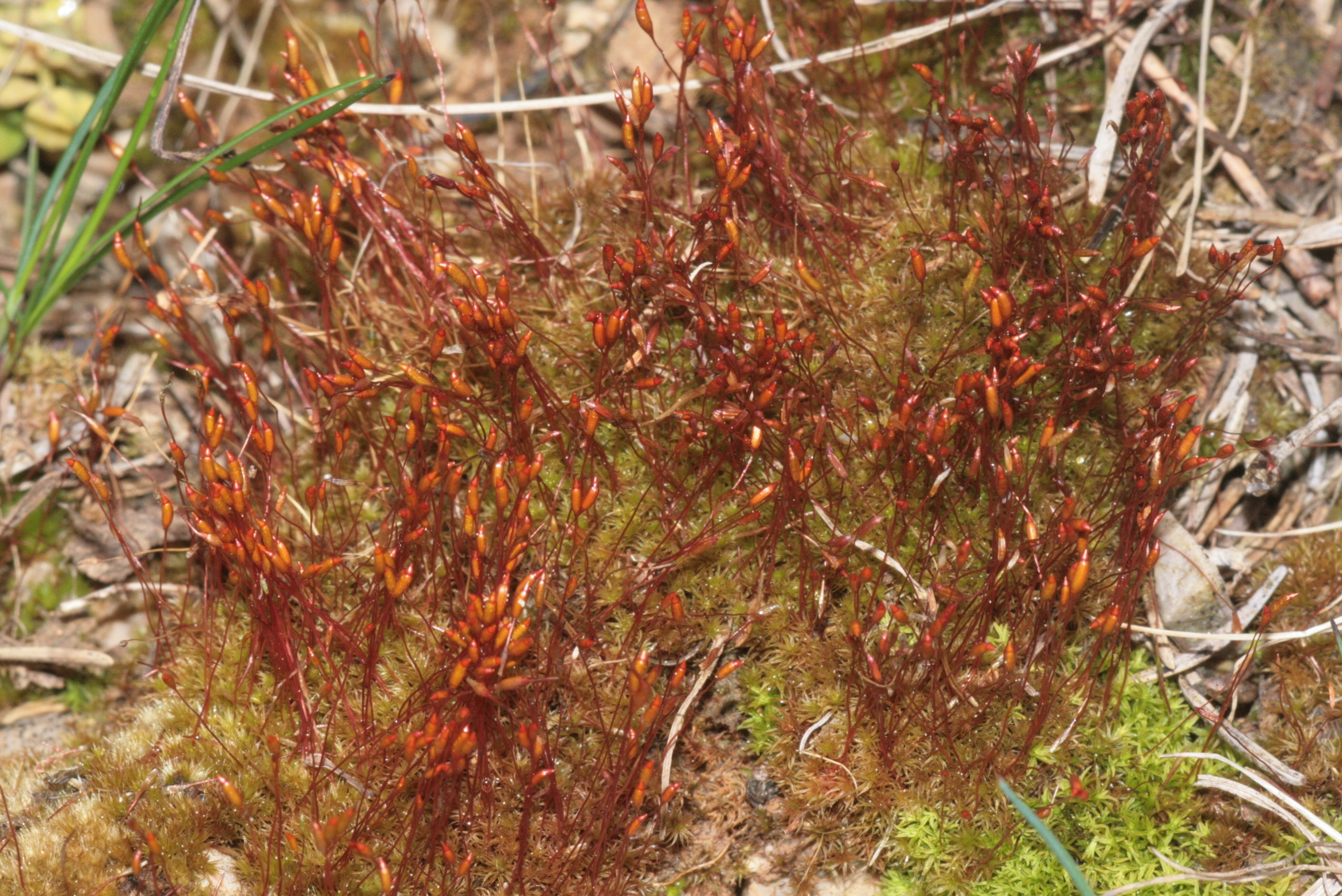
Gewoon purpersteeltje

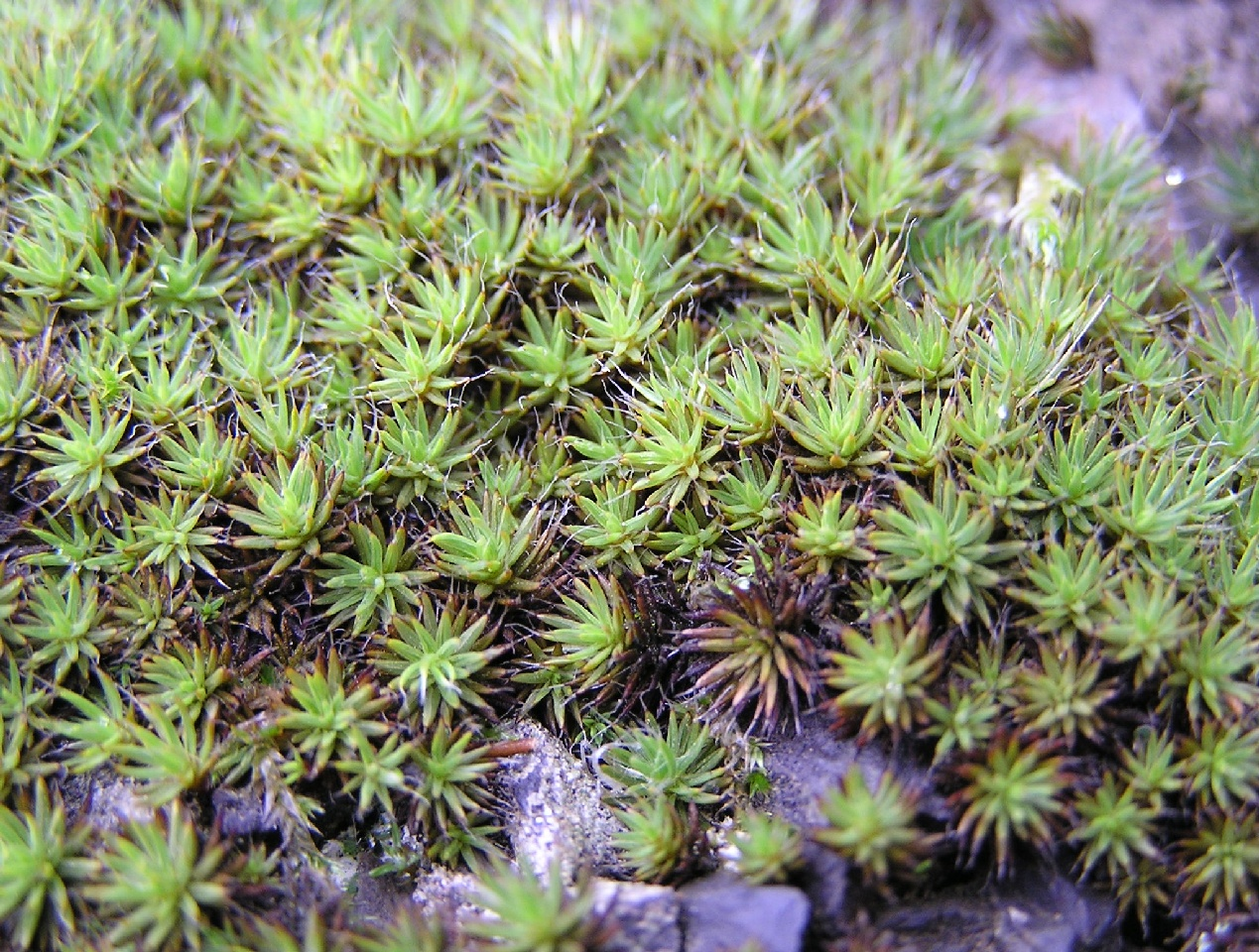
Ruig haarmos

Deze associatie is vooral gekenmerkt door de kensoorten klein vogelpootje, klein tasjeskruid, zilverhaver en dwergviltkruid. De klassekensoort vroege haver heeft zijn zwaartepunt in deze associatie, ook het gewoon biggenkruid en de zandhoornbloem is er zeer algemeen. Het naamgevende buntgras is een van de weinige overblijvende grassoorten in deze gemeenschap, maar is er minder uitbundig dan in stuifzanden en open kustduinen.
Verder vindt men als meest voorkomende begeleidende soorten de schapenzuring, gewoon struisgras, duizendblad, smalle weegbree en zandblauwtje.
In de moslaag is vooral de klassekensoort gewoon purpersteeltje en de differentiërende soort soort ruig haarmos regelmatig te vinden.
Kruidlaag
| Kentaxon | Diff.soort | Presentie | Triviale naam           | Botanische naam                      |
| -------- | ---------- | --------- | ----------------------- | ------------------------------------ |
| kA       |            | > 60%     | klein vogelpootje       | Ornithopus perpusillus               |
| kA       |            | > 40%     | klein tasjeskruid       | Teesdalia nudicaulis                 |
| kA       |            | > 30%     | zilverhaver             | Aira caryophyllea                    |
| kA       |            | > 30%     | dwergviltkruid          | Filago minima                        |
| kA       |            | < 10%     | kleine hardbloem        | Scleranthus annuus subsp. polycarpos |
| kO       |            | > 10%     | hazenpootje             | Trifolium arvense                    |
| kO       |            | > 10%     | viltganzerik            | Potentilla argentea                  |
| kO       |            | < 10%     | overblijvende hardbloem | Scleranthus perennis                 |
| kO       |            | < 10%     | liggende klaver         | Trifolium campestre                  |
| kO       |            | < 10%     | klein timoteegras       | Phleum pratense subsp. serotinum     |
| kK       |            | > 70%     | vroege haver            | Aira praecox                         |
| kK       |            | > 60%     | gewoon biggenkruid      | Hypochaeris radicata                 |
| kK       |            | > 40%     | zandhoornbloem          | Cerastium semidecandrum              |
| kK       |            | > 30%     | buntgras                | Corynephorus canescens               |
| kK       |            | > 20%     | zandzegge               | Carex arenaria                       |
| kK       |            | > 10%     | kleine leeuwentand      | Leontodon saxatilis                  |
| kK       |            | < 10%     | geel walstro            | Galium verum                         |
|          |            | > 80%     | schapenzuring           | Rumex acetosella                     |
|          |            | > 80%     | gewoon struisgras       | Agrostis capillaris                  |
|          |            | > 40%     | duizendblad             | Achillea millefolium                 |
|          |            | > 40%     | smalle weegbree         | Plantago lanceolata                  |
|          |            | > 40%     | zandblauwtje            | Jasione montana                      |
|          |            | > 30%     | muizenoor               | Pilosella officinarum                |
|          |            | > 30%     | rood zwenkgras          | Festuca rubra                        |
|          |            | > 20%     | gewoon reukgras         | Anthoxanthum odoratum                |
|          |            | > 20%     | fijn schapengras        | Festuca filiformis                   |
|          |            | > 20%     | zandstruisgras          | Agrostis vinealis                    |
|          |            | > 20%     | zachte dravik           | Bromus hordeaceus                    |
|          |            | > 20%     | gewone veldbies         | Luzula campestris                    |
|          |            | > 20%     | veldbeemdgras           | Poa pratensis                        |
|          |            | > 20%     | gestreepte witbol       | Holcus lanatus                       |
|          |            | > 20%     | veldereprijs            | Veronica arvensis                    |
|          |            | > 20%     | kleine klaver           | Trifolium dubium                     |
|          |            | > 20%     | struikhei               | Calluna vulgaris                     |

Moslaag
| Kentaxon | Diff.soort | Presentie | Triviale naam         | Botanische naam         | Opmerking                                                                             |
| -------- | ---------- | --------- | --------------------- | ----------------------- | ------------------------------------------------------------------------------------- |
| kK       |            | > 30%     | gewoon purpersteeltje | Ceratodon purpureus     |                                                                                       |
| kK       |            | > 10%     | gewoon klauwtjesmos   | Hypnum cupressiforme    |                                                                                       |
|          | dA         | > 40%     | ruig haarmos          | Polytrichum piliferum   | t.o.v. het verbond van gewoon struisgras en het verbond van droge stroomdalgraslanden |
|          |            | > 20%     | bleek dikkopmos       | Brachythecium albicans  |                                                                                       |
|          |            | > 20%     | zandhaarmos           | Polytrichum juniperinum |                                                                                       |

## Fotogalerij

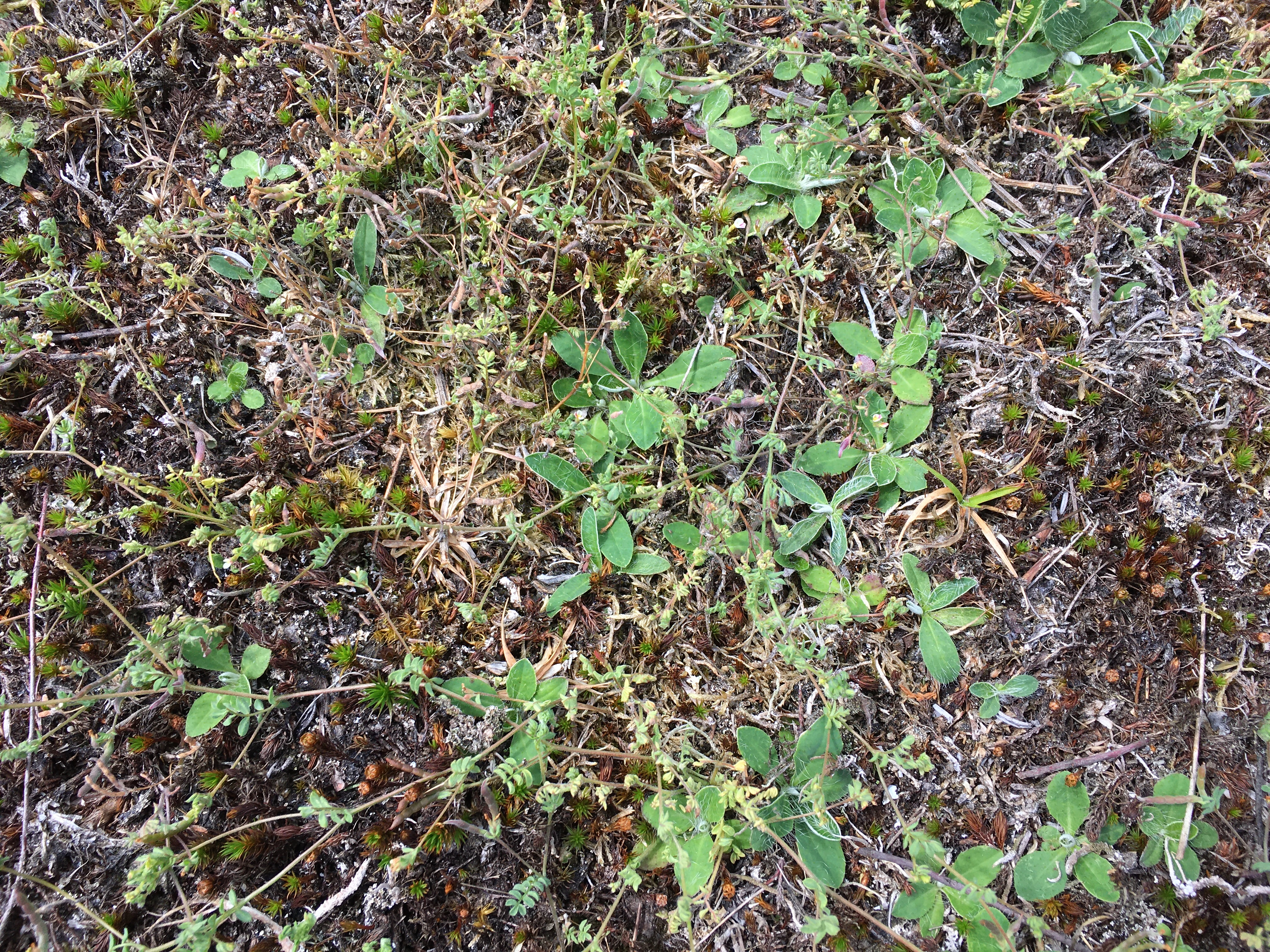
Close-up van de vogelpootje-associatie met veel muizenoor
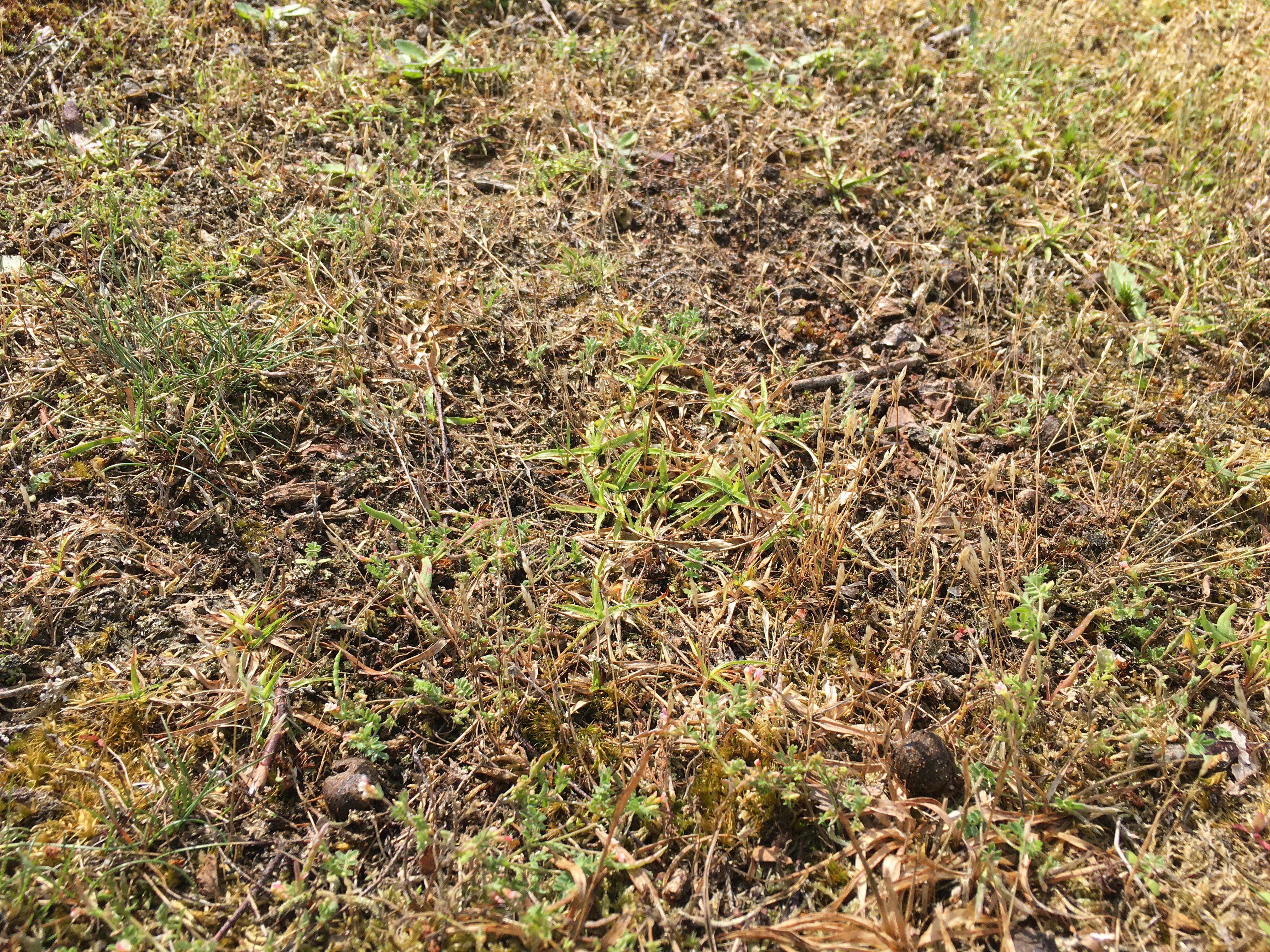
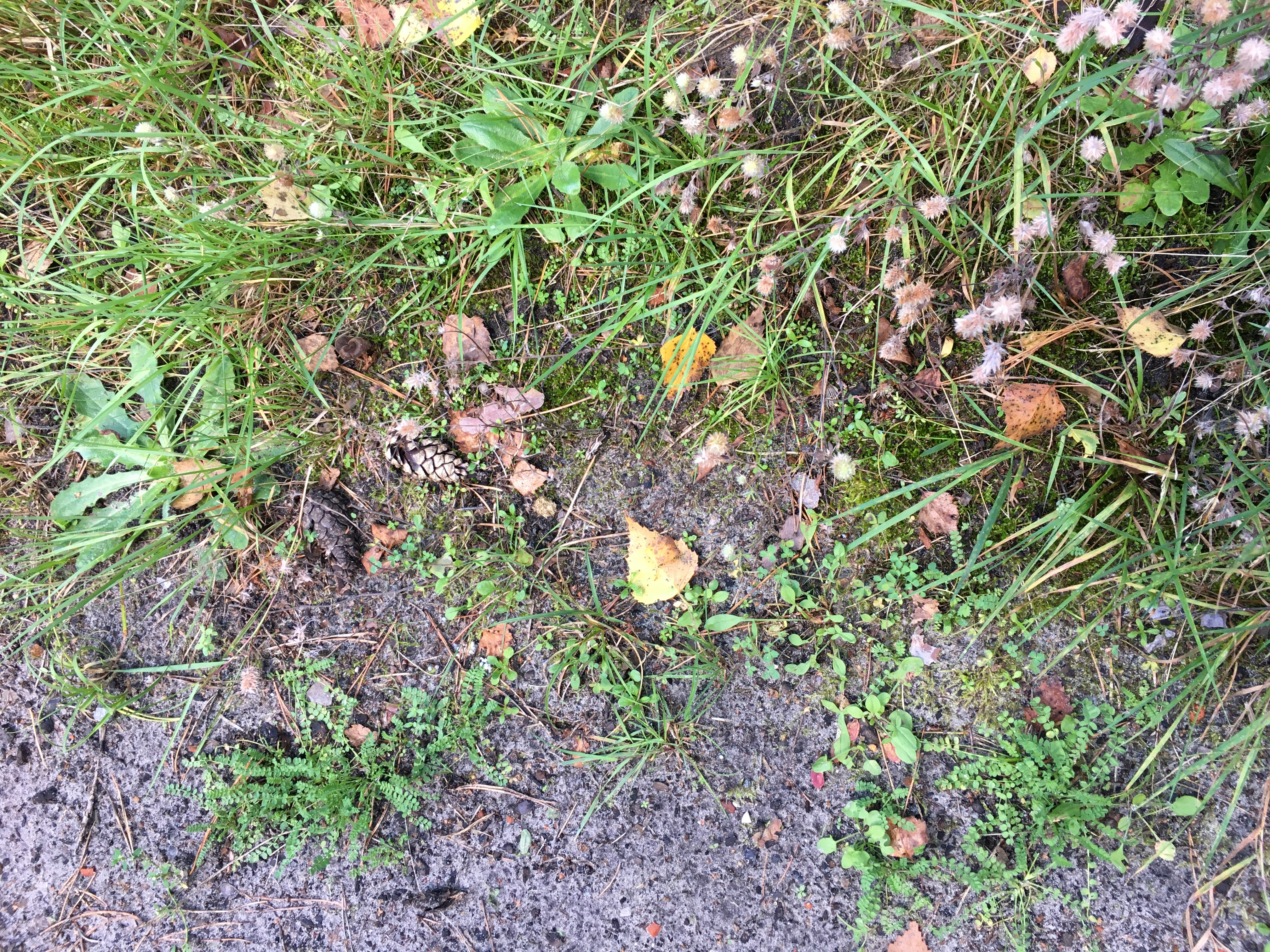
Close-up van de associatie in een zandige berm